# Charlotte Antonsen
Minna Charlotte la Cour Antonsen (født 9. januar 1959 i København) er en dansk selvstændig erhvervsdrivende og politiker, der var medlem af Folketinget for Venstre fra 1990 til 2007. I dag driver hun sin egen kommunikationsvirksomhed.

## Biografi
Charlotte Antonsen er datter af direktør, cand.polit. og tidligere medlem af Folketinget Poul Antonsen og lektor, cand.mag. Johanne Charlotte Dornonville de la Cour Antonsen.
Trongårdsskolen 1965-74. Matematisk student fra Lyngby Statsskole 1977.
Edb-operatør 1978-79. Studentermedhjælp i Indenrigsministeriet 1981-83. EF-konsulent 1986-91.
Medlem af Det Faglige Landsudvalg for de Samfundsvidenskabelige og Sociale Uddannelser 1983-86. Formand for Moderate Studenter 1982-83. Medlem af Det Statsvidenskabelige Fagråd 1979-81 og af Konsistorium ved Københavns Universitet 1981-83. Formand for Venstres Erhvervsudvalg i Søndre Storkreds 1985-87. Partiets EU-ordfører siden 1990.
Antonsen var partiets kandidat i Christianshavnkredsen 1984-87 og i Fredensborgkredsen fra 1987. Hun blev valgt for Venstre som folketingsmedlem for Frederiksborg Amtskreds fra 12. dec. 1990. Ved valget den 13. november 2007 fik Charlotte Antonsen ikke genvalg til Folketinget.
Siden 2001 har hun været medlem af Landsskatteretten, mens hun siden 2010 har været bestyrelsesmedlem i Naviair.

## Ekstern kilde/henvisning
- Charlotte Antonsen på Folketingets hjemmeside  , Dato: 11. juni 2003